# Al Habtoor Tennis Challenge 2011
L'Al Habtoor Tennis Challenge 2011 è stato un torneo professionistico di tennis femminile giocato sul cemento. È stata la 10ª edizione del torneo, che fa parte dell'ITF Women's Circuit nell'ambito dell'ITF Women's Circuit 2011. Si è giocato a Dubai negli Emirati Arabi Uniti dal 28 novembre al 3 dicembre 2011.

## Partecipanti

### Teste di serie
| Nazionalità | Giocatrice          | Ranking* | Testa di serie |
| ----------- | ------------------- | -------- | -------------- |
| Romania     | Simona Halep        | 53       | 1              |
| Bielorussia | Nastas'sja Jakimava | 62       | 2              |
| Serbia      | Bojana Jovanovski   | 65       | 3              |
| Romania     | Alexandra Dulgheru  | 70       | 4              |
| Francia     | Mathilde Johansson  | 77       | 5              |
| Paesi Bassi | Arantxa Rus         | 84       | 6              |
| Russia      | Evgenija Rodina     | 93       | 7              |
| Romania     | Alexandra Cadanțu   | 96       | 8              |

- 1 Ranking al 21 novembre 2011.

### Altre partecipanti
Giocatrici che hanno ricevuto una wild card:
- Fatma Al-Nabhani
- Darija Jurak
- Conny Perrin
- Emily Webley-Smith

Giocatrici che sono passate dalle qualificazioni:
- Nigina Abduraimova
- Nastja Kolar
- Tara Moore
- Jasmina Tinjić

## Campionesse

### Singolare
Noppawan Lertcheewakarn ha battuto in finale  Kristina Mladenovic, 7–5, 6–4

### Doppio
Nina Bratčikova /  Darija Jurak hanno battuto in finale  Akgul Amanmuradova /  Alexandra Dulgheru, 6–4, 3–6, [10–6]